# ساختمان جیمز مونرو
ساختمان جیمز مونرو (به انگلیسی: James Monroe Building) یک آسمان‌خراش واقع در ریچموند، ویرجینیا می‌باشد. این ساختمان با ۲۹ طبقه و ۱۳۷ متر (۴۴۹ فوت) ارتفاع بلندترین ساختمان در ریچموند است. اگر چه بلندترین ساختمان در ریچموند است، موقعیت آن در پایین تپه در افق ریچموند تقریباً هم ارتفاع ساختمان‌های دیگر به نظر می‌رسد. ساختمان دارای پارکینگ طبقاتی است. در سال ۱۹۸۱ ساختمان جیمز مونرو در نظر داشت که یک برج دوقلو در انتهای پارکینگ شمالی خود داشته باشد، اما رکود اقتصادی اوایل دهه ۱۹۸۰ این پروژه را به پایان رساند.